# Gobius hypselosoma
Gobius hypselosoma är en fiskart som beskrevs av Bleeker, 1867. Gobius hypselosoma ingår i släktet Gobius och familjen smörbultsfiskar. IUCN kategoriserar arten globalt som livskraftig. Inga underarter finns listade i Catalogue of Life.